# Яцуненко, Иван Карпович
Ива́н Ка́рпович Яцуне́нко (15 марта 1923, Оженковка, Екатеринославская губерния — 10 февраля 1983, Севастополь) — участник Великой Отечественной войны, стрелок 844-го стрелкового полка 267-й стрелковой дивизии 51-й армии 4-го Украинского фронта, Герой Советского Союза, красноармеец.

## Биография
Родился 15 марта 1923 года в селе Оженковка Екатеринославской губернии Украинской ССР (ныне Павлоградский район, Днепропетровская область, Украина) в крестьянской семье, украинец. Окончил 7 классов. Работал трактористом в совхозе Крымской области РСФСР.
В Красной армии с 1940 года. На фронтах Великой Отечественной войны с августа 1941 года. Войну встретил рядовым красноармейцем 297-го Крымского пограничного отряда, нёс службу в районе Судака. В ходе Крымской оборонительной операции с группой бойцов отряда в конце октября 1941 года был отрезан от других войск, ушёл в горы. Воевал в партизанском отряде под командованием М. К. Катышева до весны 1944 года.
С марта 1944 года — вновь на фронте.
Красноармеец 844-го стрелкового полка (267-й стрелковой дивизия, 51-й армия, 4-й Украинский фронт). В бою 7 мая 1944 года под Севастополем одним из первых ворвался на Сапун-гору, расположенную юго-восточнее Севастополя, являвшейся в тактическом плане ключевой позицией на подступах к городу. Почти у самой вершины он принял Красный Флаг из слабеющих рук сражённого пулей парторга роты старшего сержанта Евгения Смеловича и в тот же момент услышал сзади удивительно знакомый голос: «Правильно, сынок! Неси дальше».
Оглянувшись назад, Иван Яцуненко увидел своего родного отца Карпа Алексеевича Яцуненко. Но в этот момент разорвалась вражеская мина, и Яцуненко-старший упал рядом с парторгом.
Красноармеец Яцуненко И. К. одновременно с бойцами Дробяско и Бабажановым водрузил штурмовое Знамя на вершине Сапун-горы, а потом получил тяжёлое ранение и попал в госпиталь.
Отец и сын Яцуненко, раненые на Сапун-горе, победили смерть, их боевой путь далее пролегал через Румынию в Австрию, где они и встретили светлый праздник Победы над гитлеровской Германией.
В 1946 году демобилизован. Работал шофёром в селе Просторное Джанкойского района (Крым). Долгое время считался погибшим, и на гранитном памятнике павшим героям штурма Сапун-горы была высечена его фамилия.
Указом Президиума Верховного Совета СССР от 4 июня 1954 года за образцовое выполнение боевых заданий командования на фронте борьбы с немецко-фашистскими захватчиками и проявленные при этом мужество и героизм красноармейцу Яцуненко Ивану Карповичу присвоено звание Героя Советского Союза с вручением ордена Ленина и медали «Золотая Звезда» (№ 10816).
Жил в Севастополе. Скончался 10 февраля 1983 года. Похоронен на кладбище посёлка Дергачи в Севастополе.

## Награды
Награждён орденом Ленина, медалями.

## Память
Подвиг И. К. Яцуненко запечатлён на живописном полотне диорамы «Штурм Сапун-горы», написанной коллективом художников студии военных художников имени Грекова под руководством П. Т. Мальцева, которая установлена в мемориальном музее на Сапун-горе.